# Crevoladossola
Crevoladossola est une commune italienne d'environ 4 700 habitants, située dans la province du Verbano-Cusio-Ossola, dans la région Piémont, en Italie nord-occidentale.

## Administration
| Période                                  | Période     | Identité            | Étiquette   | Qualité                       |
| ---------------------------------------- | ----------- | ------------------- | ----------- | ----------------------------- |
| 29 mars 2010                             | 31 mai 2015 | Giovanni Rondinelli | Indépendant | Ingénieur                     |
| 31 mai 2015                              | En cours    | Giorgio Ferroni     | Indépendant | Chef d'établissement scolaire |
| Les données manquantes sont à compléter. |             |                     |             |                               |

### Hameaux
Preglia, Caddo, Bosco, Cresto, Barro, Domodossola-Oltrebogna, Monte, Oira, Pontemaglio

### Communes limitrophes
Bognanco, Crodo, Domodossola, Masera, Montecrestese, Trasquera, Varzo